# Gustav Adolf Schultze

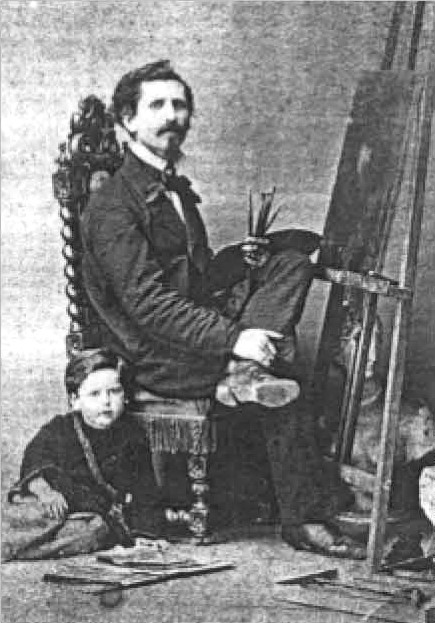
Gustav Adolf Schultze (1872)

Gustav Adolf Schultze (* 18. Dezember 1825 in Naumburg, Provinz Sachsen; † 1897 in Almrich) war ein deutscher Porträtmaler.

## Leben

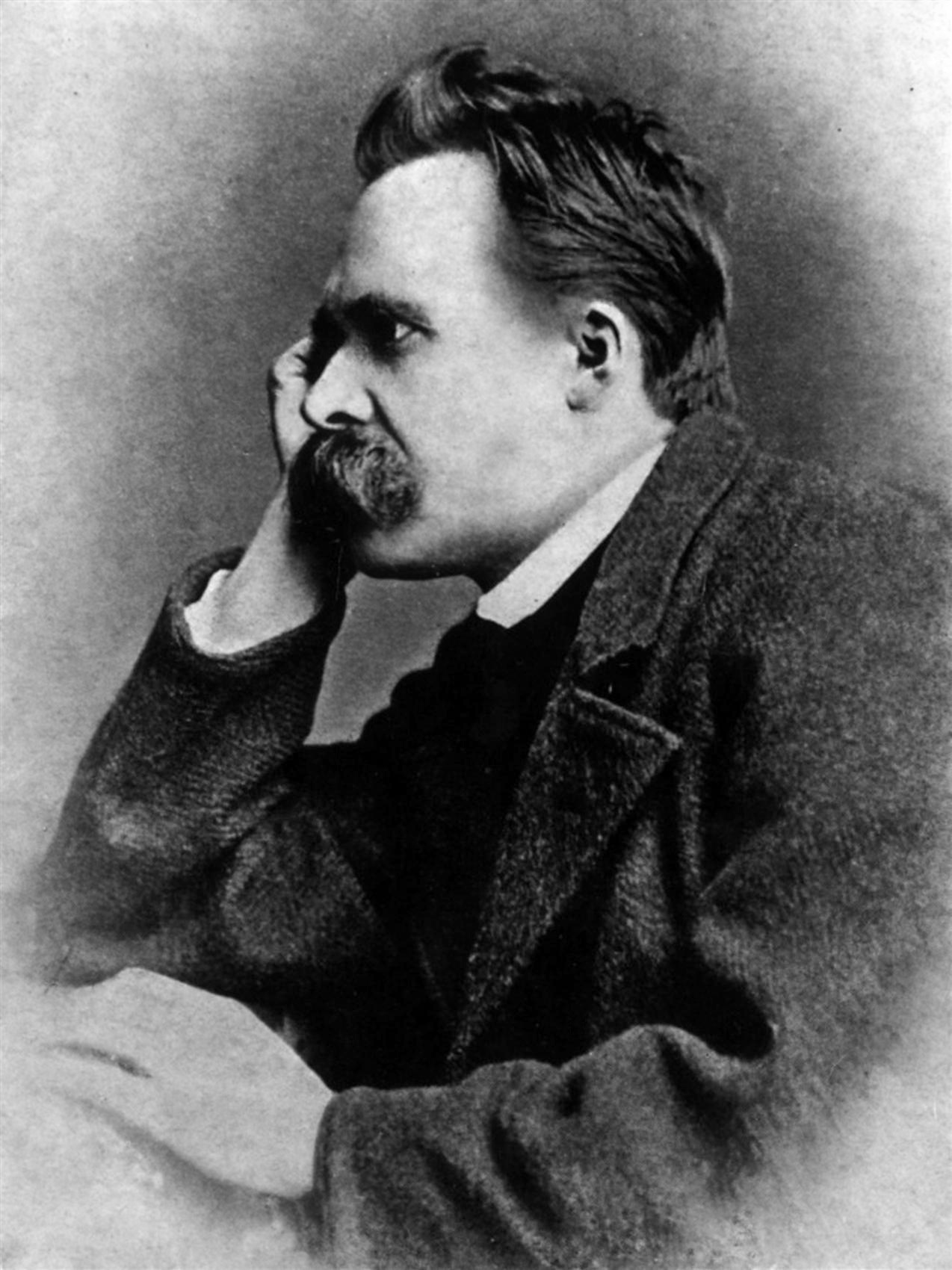
Friedrich Nietzsche 1882

Gustav Adolf Schultze wurde 1825 als Sohn eines Theologen geboren, der später den Beruf eines Geistlichen aufgab und als Nadlermeister im Saale/Unstrut-Kreis tätig war.
Nach seinen Naumburger Schuljahren ging Gustav Adolf 1843 nach Berlin, um bei dem damaligen Akademiedirektor Johann Gottfried Schadow Malerei und anschließend bei Eduard Magnus Porträtmalerei zu studieren. Auf Empfehlung Schadows lernte Gustav Adolf Schultze den Kunsthistoriker Franz Theodor Kugler kennen, der zum väterlichen Freund wurde. Freundschaftlich verbunden war Gustav Adolf Schultze auch mit dem Lyriker Emanuel Geibel, den er auch porträtierte. Dieses Porträt befindet sich heute im Paul Schultze-Naumburg Künstlerheim in Weimar. Ebenfalls zum Freundeskreis gehörte der Schriftsteller Paul Heyse.
Am 12. Februar 1854 heiratete Gustav Adolf Schultze die gebürtige Emma Louise Emilie Lienemann (1833–1895). Kurz nach der Heirat zog das Paar in das Haus Lindenring 4 in Naumburg. Dort war auch häufiger der junge Friedrich Nietzsche zu Gast.
Aus der 1854 geschlossenen Ehe gingen sechs Kinder hervor: 1854 eine Tochter Emma Fanny Emilie, 1855 der älteste Sohn Paul Richard, 1857 Max und 1861 Arthur. 1867 wurde Johanna Katharina Emmy geboren, die aber nur einen Monat lebte. Als jüngstes Kind kam Paul Eduard 1869 zur Welt, der später als Paul Schultze-Naumburg bekannt wurde.
Neben der Porträtmalerei beschäftigte sich Gustav Adolf Schultze auch mit der damals gerade entstandenen Fotografie. Als einer der ersten Künstler erweiterte er die Motivsuche auf Sakralbauten und fotografierte z. B. die künstlerischen Schätze des Naumburger Domes. Aufgrund der technischen Unvollkommenheit der damaligen Lichtbilder haben sich die Aufnahmen aus jener Zeit aber nicht erhalten.
Die letzten Jahre seines Lebens litt Gustav Adolf Schultze an einem Augenleiden, das schließlich zu einer vollständigen Erblindung führte. Er verbrachte diese Zeit auf seiner ländlichen Besitzung in Almrich bei Naumburg, wo er 1897 verstarb.